# المشروع صفر (جوجل)
المشروع صفر أو بروجيكت زيرو هو اسم فريق من المحللين الأمنيين الذين تستخدمهم جوجل ومهمتهم إيجاد نقاط الضعف التي يمكن استغلالها لشن هجمات من نوع هجوم دون انتظار (بالإنجليزية: Zero-day attack)‏. وقد أعلن عن إطلاقه في 15 تموز / يوليه 2014.

## وصلات خارجية
- الموقع الرسمي